# Álvaro Siza

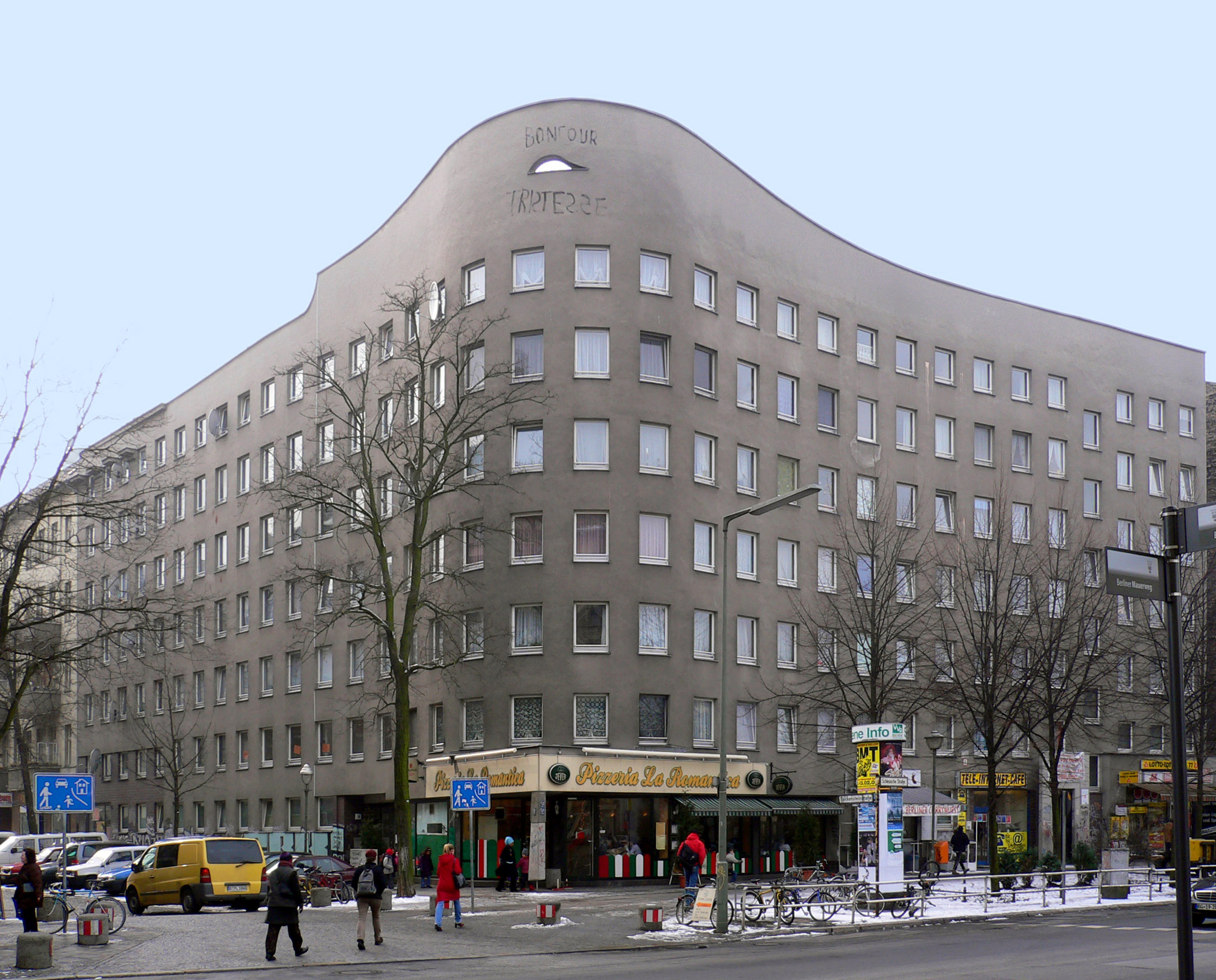
Edificio "Bonjour Tristesse" a Berlino, nel quartiere di Kreuzberg, realizzato per l'esposizione IBA 84

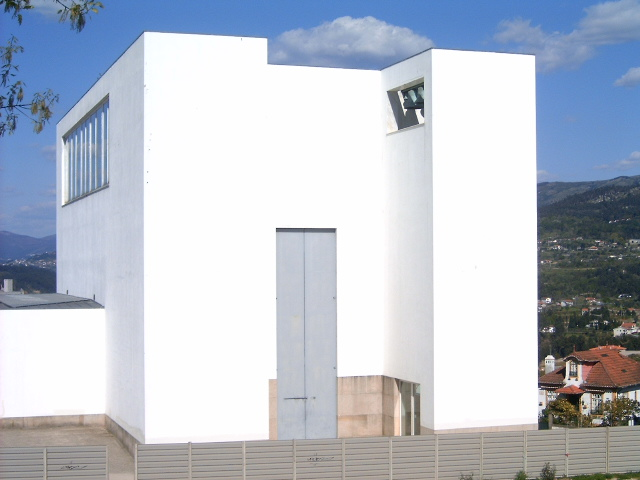
Chiesa di Santa Maria a Marco de Canaveses

Álvaro Joaquim de Melo Siza Vieira, meglio noto come Álvaro Siza (Matosinhos, 25 giugno 1933), è un architetto portoghese.

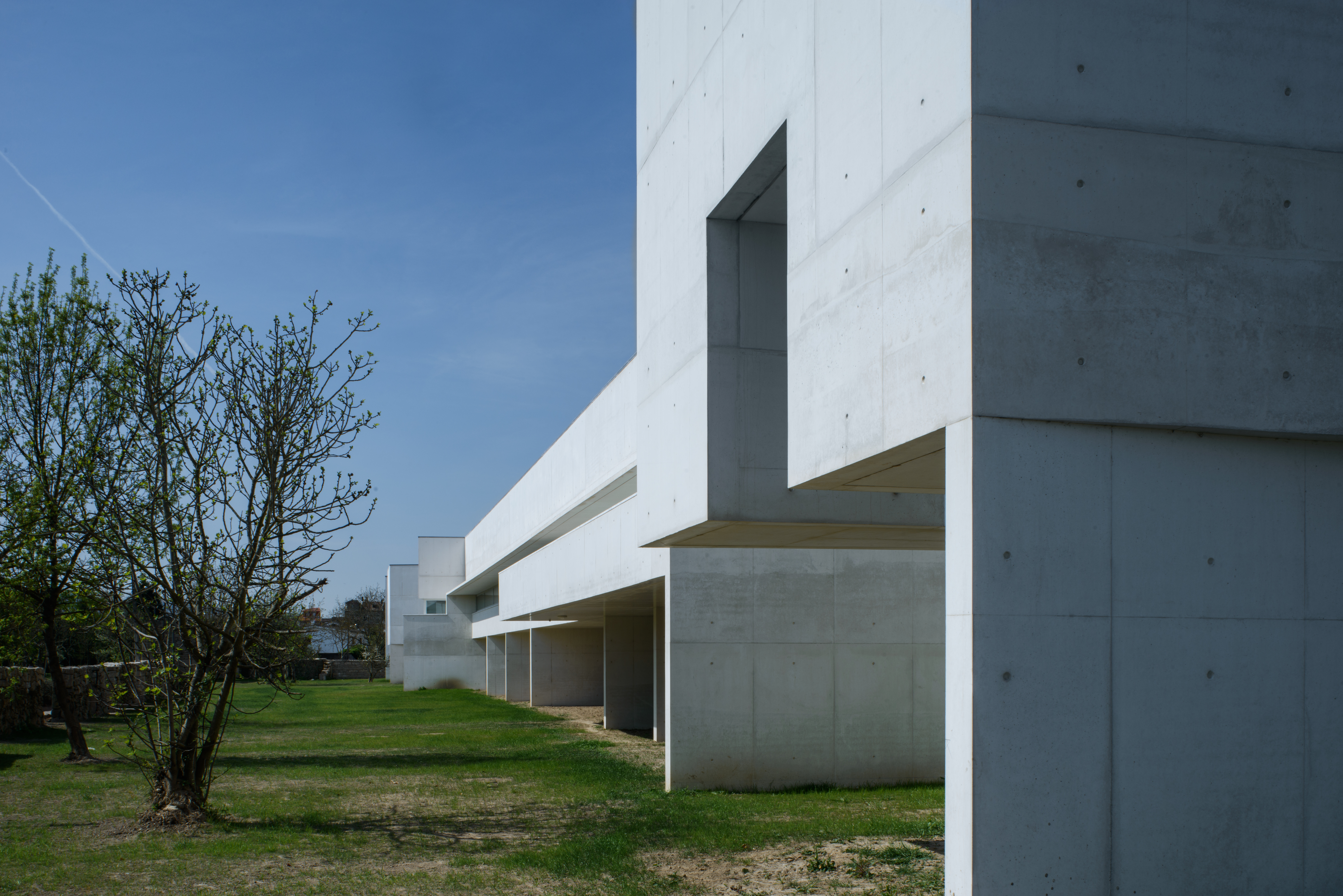
Museo Nadir Afonso, 2016

È stato insignito di numerosi premi e onorificenze tra i quali la Medaglia d'oro dell'architettura nel 1988, il Pritzker Prize nel 1992, del Premio Imperiale nel 1998, del Premio Wolf per le arti nel 2001, del RIBA's Royal Gold Medal nel 2009 e del Leone d'Oro alla Carriera in occasione della 13°Mostra internazionale di architettura di Venezia nel 2012.

## Biografia
Nasce nel 1933 a Matosinhos, città sull'Oceano Atlantico a pochi chilometri da Porto. Dal 1945 studia nella Scuola Superiore di Belle Arti di Porto dove si laurea nel 1955. Dal 1955 collabora nello studio di Fernando Tavora. Alla fine degli anni cinquanta apre un proprio studio e progetta la Casa de Chá da Boa Nova a Leça da Palmeira. Dalla metà del decennio successivo diventa professore universitario in molte università internazionali, che lascerà poi per dedicarsi solamente alla cattedra di Costruzione all'Università di Porto.
Nell'ottobre del 2008, durante una sua visita nel Salento, gli viene conferita dal Consiglio Comunale di Calimera (LE) la cittadinanza onoraria.
Collabora con Eduardo Souto de Moura per il padiglione del Portogallo all'Expo del 1998 di Lisbona.

### Alcune opere principali
- 1958-63 Ristorante e Casa de Chá da Boa Nova a Leça da Palmeira, Portogallo.
- 1958-65 Piscina a Quinta de Conceição, Portogallo.
- 1966 Piscina a Leça da Palmeira, Portogallo.
- 1977-1997 Quartiere residenziale di Malagueira a Évora, Portogallo.
- 1980-1984 Complesso residenziale detto "Bonjour Tristesse" a Berlino, Germania.
- 1981-85 Casa Avelino Duarte a Ovar, Portogallo.
- 1983-1988 Abitazioni sociali "Punt en Komma" a L'Aia, Paesi Bassi.
- 1983-1993 Centro Galego di Arte Contemporanea a Santiago di Compostela, Spagna.
- 1986-1994 Istituto Superiore dell'Educazione a Setúbal, (vicino a Lisbona), Portogallo.
- 1987-1996 Facoltà di Architettura dell'Università di Porto, Portogallo.
- 1988 Studi ed interventi di ricostruzione della zona del Chiado a Lisbona, Portogallo.
- 1990-1992 Centro Meteorologico del Villaggio Olimpico a Barcellona, Spagna.
- 1991-1995 Stabilimento Vitra a Weil am Rhein, Germania.
- 1991-2000 Abitazioni "A Fachada", "Arco Íris" e "Torre di Siza" a Maastricht, Paesi Bassi.
- 1995-1998 Padiglione del Portogallo all'Expo '98 di Lisbona, Portogallo.
- 1998-2006 Centro Culturale e auditorium della Fondazione Ibere Camargo a Porto Alegre, Brasile.
- 2001-2006 Complesso sportivo Ribera-serrallo, Cornellà de Llobregat, Barcellona, Spagna.
- 2002 Centro del Distretto municipale meridionale a Rosario, Argentina.
- 2005 Padiglione temporaneo della Serpentine Gallery (con Eduardo Souto de Moura) a Londra, Regno Unito.
- 2008 Museo Iberê Camargo Foundation, Porto Alegre, Brasile.
- 2007-2010 Mimesis Museum a Paju Book City (vicino a Seul), Corea del Sud.
- 2011/2012 "Alvaro Siza. Viagem sem Programa" Collezione Artistica di disegni e schizzi.
- 2012 Padiglione celebrativo eretto in occasione della 13ª Mostra internazionale di architettura di Venezia di Venezia presso il "Giardino delle Vergini" nei Giardini della Biennale.
- 2016 Museu Nadir Afonso[collegamento interrotto], Chaves, Portogallo

### Progetti e opere in Italia

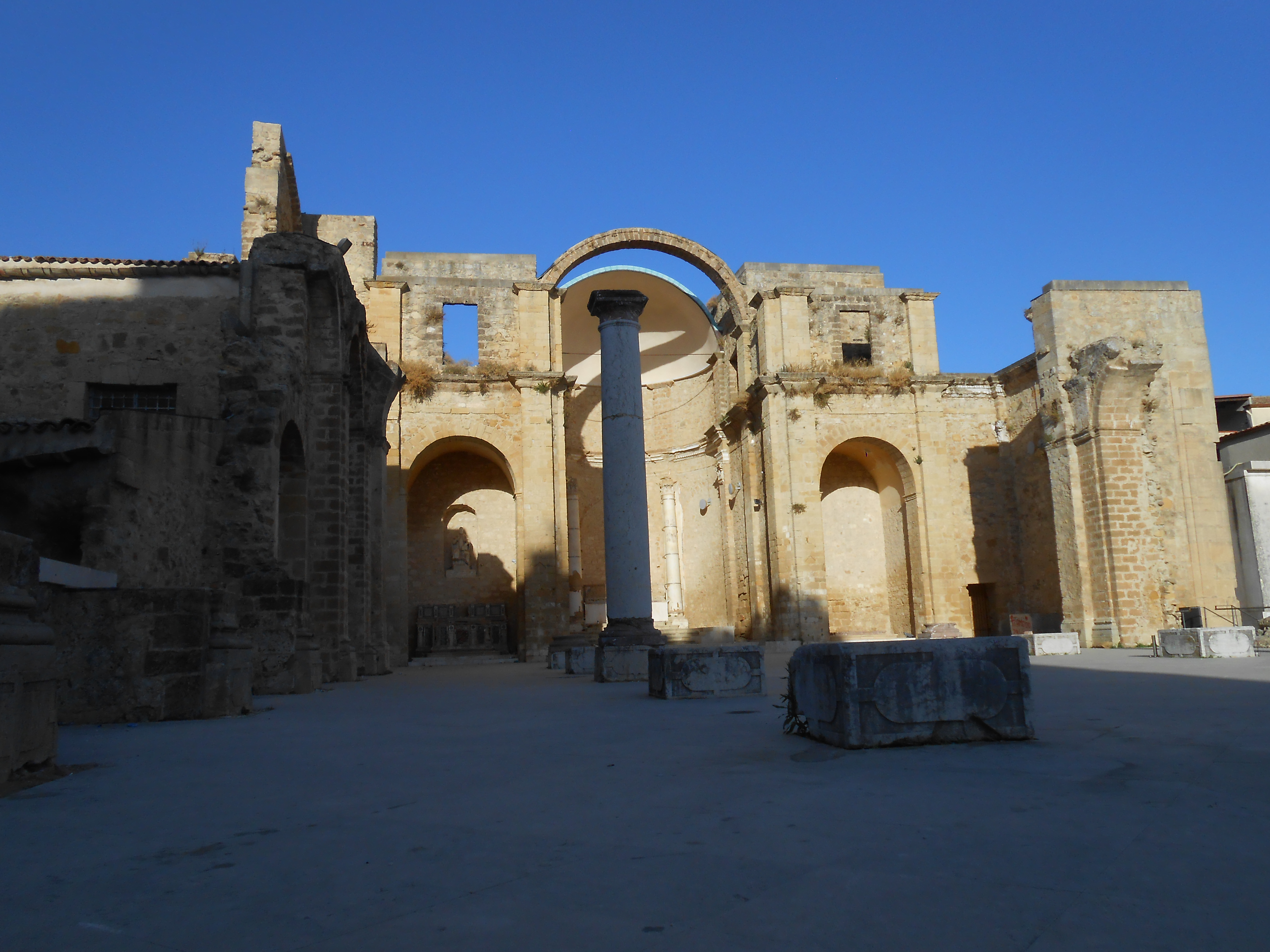
chiesa madre a Salemi

- 1985-2009 Concorso di architettura per il recupero di Campo Marte nell'isola della Giudecca, a Venezia (I premio).
- 1986-1987 Studio urbanistico del quartiere Pendino e Napoli.
- 1993 Sede "Dimensione Fuoco" a San Donà di Piave (VE), il cantiere non è mai stato completato, oggi è ripreso e l'edificio è in parte utilizzato (cfr. la pagina specifica nel sito sm4).
- 1998-2005 Sette case nel parco di Villa Colonnese a Arcugnano (VI) (vicino a Vicenza, c'è un sito specifico).
- 1998 Restauro della chiesa madre di Salemi (TP) e della piazza Alicia (con Roberto Collovà).
- 1999 Progetto di sistemazione della Pietà Rondanini di Michelangelo al Castello Sforzesco, Milano (non realizzato).
- 2000-2015 Progettazione e realizzazione della stazione Municipio della Linea 1 della Metropolitana di Napoli, Napoli, Italia (con Eduardo Souto de Moura).
- 2004 Ristrutturazione e conversione in museo del Palazzo Donnaregina in Museo Madre.
- 2011-2012 "Alvaro Siza. Viagem sem Programa" Collezione Artistica di disegni e schizzi realizzata nel 2011, organizzata dall'Associazione Culturale MedicinaMentis, ed esposta per la prima volta presso la Fondazione Querini Stampalia come evento collaterale della 13ª Mostra internazionale di architettura di Venezia (a cura di Raul Betti e Greta Ruffino).
- 2012 Padiglione celebrativo eretto in occasione della 13ª Mostra internazionale di architettura di Venezia di Venezia presso il "Giardino delle Vergini" nei Giardini della Biennale.

## I suoi scritti
- Scritti di architettura,(a cura di Antonio Angelillo) Milano, Skira, Milano 1997.
- Immaginare l'evidenza, Roma-Bari, Laterza, 1998.

## Mostre
- 1995, 7 ottobre - 26 novembre: Alvaro Siza. Opere e progetti, Antico Convento Santa Chiara, Città di San Marino. Organizzazione ACMA di Antonio Angelillo
- 2014, marzo: Visioni dell'Alhambra in Aedes am Pfefferberg, Berlino. Curatore: António Choupina, Arch.[1]
- 2014, giugno: Visioni dell'Alhambra in  Vitra Campus, Weil am Rhein. Curatore: António Choupina, Arch.[2]
- 2015, febbraio: Visioni dell'Alhambra in Palazzo di Carlo V, Granada. Curatore: António Choupina, Arch.[3]
- 2015, maggio: Visioni dell'Alhambra in Galleria nazionale di Oslo, Norvegia. Curatore: António Choupina, Arch. - Visite Ufficiali dei Presidenti del Portogallo[4]
- 2016, luglio: Visioni dell'Alhambra in Museo Aga Khan, Toronto. Curatore: António Choupina, Arch.[5]
- 2019, giugno: Alvaro Siza. Viagem sem Programa in Santa Maria della Scala, Siena. Curatore: Greta Ruffino e Raul Betti.